# Leah Ridge
Leah Ridge är en bergstopp i Antarktis. Den ligger i Östantarktis. Australien gör anspråk på området. Toppen på Leah Ridge är 1 725 meter över havet.
Terrängen runt Leah Ridge är huvudsakligen lite kuperad. Trakten är obefolkad. Det finns inga samhällen i närheten.